# Wonju (vestimenta)

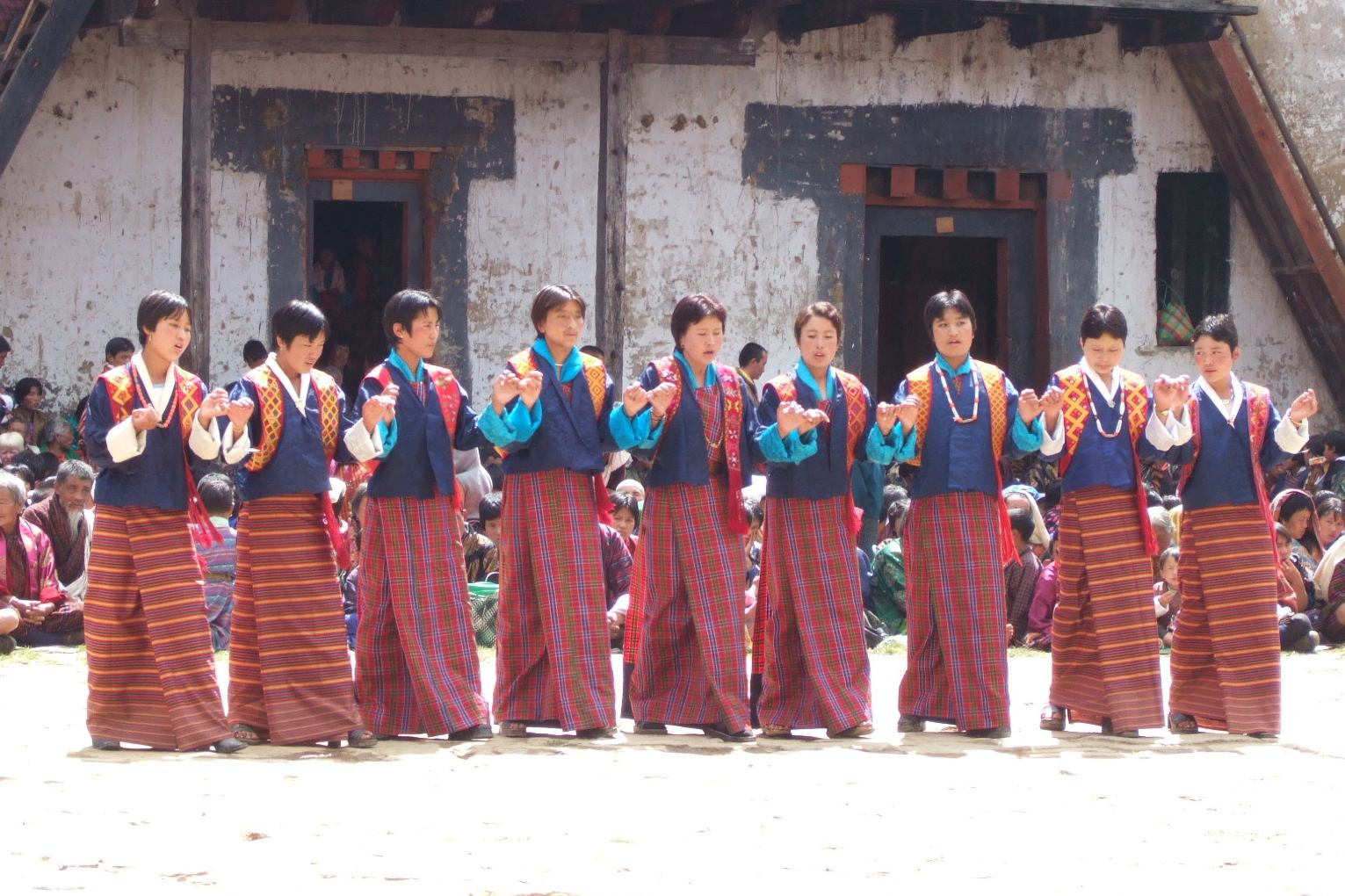
Mulheres butanesas vestindo kira com as wonju visíveis.

Um wonju (Dzongkha: འོན་འཇུ་; Wylie: 'on-'ju) é o um tipo de blusa de mangas longas usado pelas mulheres no Butão. Feita de seda, poliéster ou algodão leve, é usado embaixo da kira, parte do código nacional de vestimentas denominado driglam namzha.